# Kroatië op de Olympische Winterspelen 2022
Kroatië nam deel aan de Olympische Winterspelen 2022 in Peking in China.

## Deelnemers en resultaten

### Alpineskiën
Maximaal vier deelnemers per onderdeel
Mannen
| Naam          | Onderdeel    | 1e run  | 1e run | 2e run  | 2e run | Totaal  | Totaal |
| Naam          | Onderdeel    | Tijd    | Rang   | Tijd    | Rang   | Tijd    | Rang   |
| ------------- | ------------ | ------- | ------ | ------- | ------ | ------- | ------ |
| Samuel Kolega | Reuzenslalom | 1:06,53 | 24     | 1:10,75 | 23     | 2:17,28 | 21     |
| Samuel Kolega | Slalom       | 55,54   | 18     | 50,42   | 6      | 1:45,96 | 15     |
| Matej Vidović | Slalom       | 56,57   | 26     | 50,79   | 14     | 1:47,36 | 20     |
| Filip Zubčić  | Reuzenslalom | 1:04,69 | 15     | 1:07,40 | 9      | 2:12,09 | 10     |
| Filip Zubčić  | Slalom       | 55,79   | 21     | 50,89   | 17     | 1:46,68 | 18     |

Vrouwen
| Naam          | Onderdeel    | 1e run       | 1e run       | 2e run         | 2e run         | Totaal         | Totaal         |
| Naam          | Onderdeel    | Tijd         | Rang         | Tijd           | Rang           | Tijd           | Rang           |
| ------------- | ------------ | ------------ | ------------ | -------------- | -------------- | -------------- | -------------- |
| Andrea Komšić | Reuzenslalom | niet gestart | niet gestart | niet geplaatst | niet geplaatst | niet geplaatst | niet geplaatst |
| Andrea Komšić | Slalom       | niet gestart | niet gestart | niet geplaatst | niet geplaatst | niet geplaatst | niet geplaatst |
| Zrinka Ljutic | Reuzenslalom | 1:02,50      | 35           | 1:01,27        | 27             | 2:03,77        | 28             |
| Zrinka Ljutic | Slalom       | 55,03        | 26           | 53,88          | 23             | 1:48,91        | 25             |
| Leona Popović | Slalom       | 55,31        | 30           | 53,11          | 12             | 1:48,42        | 23             |

### Langlaufen
Maximaal vier deelnemers per onderdeel
Lange afstanden
Mannen
| Naam          | Onderdeel             | Uitslag   | Uitslag |
| Naam          | Onderdeel             | Tijd      | Rang    |
| ------------- | --------------------- | --------- | ------- |
| Marko Skender | 15 km klassieke stijl | 48:30,8   | 85      |
| Marko Skender | 50 km vrije stijl     | 1:30:34,5 | 57      |

Vrouwen
| Naam          | Onderdeel             | Uitslag   | Uitslag |
| Naam          | Onderdeel             | Tijd      | Rang    |
| ------------- | --------------------- | --------- | ------- |
| Tena Hadžić   | 10 km klassieke stijl | 36:27,5   | 83      |
| Vedrana Malec | 10 km klassieke stijl | 34:31,6   | 73      |
| Vedrana Malec | 30 km vrije stijl     | 1:41:18,6 | 52      |

Sprint
Mannen
| Naam          | Onderdeel | Kwalificatie | Kwalificatie | Kwartfinales   | Kwartfinales   | Halve finales  | Halve finales  | Finale         | Finale |
| Naam          | Onderdeel | Tijd         | Rang         | Tijd           | Rang           | Tijd           | Rang           | Tijd           | Rang   |
| ------------- | --------- | ------------ | ------------ | -------------- | -------------- | -------------- | -------------- | -------------- | ------ |
| Marko Skender | Sprint    | 3:06,86      | 69           | niet geplaatst | niet geplaatst | niet geplaatst | niet geplaatst | niet geplaatst | 69     |

Vrouwen
| Naam                      | Onderdeel  | Kwalificatie | Kwalificatie | Kwartfinales   | Kwartfinales   | Halve finales  | Halve finales  | Finale         | Finale |
| Naam                      | Onderdeel  | Tijd         | Rang         | Tijd           | Rang           | Tijd           | Rang           | Tijd           | Rang   |
| ------------------------- | ---------- | ------------ | ------------ | -------------- | -------------- | -------------- | -------------- | -------------- | ------ |
| Tena Hadžić               | Sprint     | 3:45,60      | 71           | niet geplaatst | niet geplaatst | niet geplaatst | niet geplaatst | niet geplaatst | 71     |
| Vedrana Malec             | Sprint     | 3:33,12      | 53           | niet geplaatst | niet geplaatst | niet geplaatst | niet geplaatst | niet geplaatst | 53     |
| Tena Hadžić Vedrana Malec | Teamsprint | n.v.t.       | n.v.t.       | n.v.t.         | n.v.t.         | 26:29,23       | 10             | niet gepl.     | 20     |

### Shorttrack
Vrouwen
| Naam            | Onderdeel | Series | Series | Kwartfinale    | Kwartfinale    | Halve finale   | Halve finale   | Finale         | Finale |
| Naam            | Onderdeel | Tijd   | Rang   | Tijd           | Rang           | Tijd           | Rang           | Tijd           | Rang   |
| --------------- | --------- | ------ | ------ | -------------- | -------------- | -------------- | -------------- | -------------- | ------ |
| Valentina Aščić | 500 m     | 44,681 | 3      | niet geplaatst | niet geplaatst | niet geplaatst | niet geplaatst | niet geplaatst | 23     |
| Valentina Aščić | 1500 m    | n.v.t. | n.v.t. | 2:21,456       | 5              | niet geplaatst | niet geplaatst | niet geplaatst | 26     |

### Snowboarden
Big air & Slopestyle
| Naam        | Onderdeel      | Kwalificatie | Kwalificatie | Kwalificatie | Kwalificatie | Kwalificatie | Finale         | Finale         | Finale         | Finale         | Finale         |
| Naam        | Onderdeel      | Run 1        | Run 2        | Run 3        | Beste        | Rang         | Run 1          | Run 2          | Run 3          | Beste          | Rang           |
| ----------- | -------------- | ------------ | ------------ | ------------ | ------------ | ------------ | -------------- | -------------- | -------------- | -------------- | -------------- |
| Lea Jugovac | Big air (v)    | 9,25         | 15,00        | 10,00        | 24,25        | 28           | niet geplaatst | niet geplaatst | niet geplaatst | niet geplaatst | 28             |
| Lea Jugovac | Slopestyle (v) | niet gestart | niet gestart | niet gestart | niet gestart | niet gestart | niet geplaatst | niet geplaatst | niet geplaatst | niet geplaatst | niet geplaatst |